# Абекур
Абекур (фр. Abbécourt) насеље је и општина у североисточној Француској у региону Пикардија, у департману Ен (Пикардија) која припада префектури Лаон.
По подацима из 2011. године у општини је живело 536 становника, а густина насељености је износила 89,93 становника/km². Општина се простире на површини од 5,96 km². Налази се на средњој надморској висини од 45 метара (максималној 64 m, а минималној 38 m).

## Демографија
| 1962. | 1968. | 1975. | 1982. | 1990. | 1999. | 2011. |
| ----- | ----- | ----- | ----- | ----- | ----- | ----- |
| 570   | 524   | 468   | 471   | 467   | 447   | 536   |

График промене броја становника у току последњих година